# Tate Smith
Pour les articles homonymes, voir Smith.
Tate Smith, né le 18 novembre 1981 à Sydney, est un kayakiste australien.
Aux Jeux olympiques d'été de 2012 à Londres, il a été sacré champion olympique de kayak à quatre 1 000 m avec Dave Smith, Jacob Clear et Murray Stewart.